# Eve Enslerová
Eve Enslerová (nepřechýleně Ensler; * 25. května 1953 New York) je současná americká spisovatelka, dramatička, herečka, performerka a feministka.

## Život

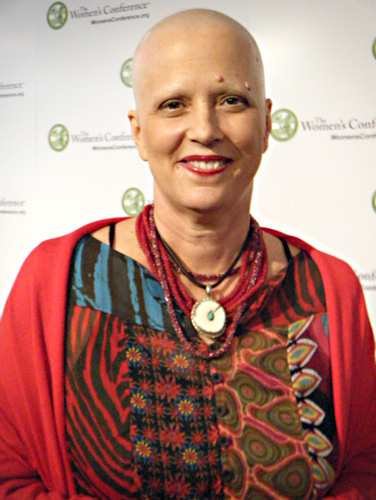
Eve Enslerová buddhistka (2010)

Narodila se v New Yorku na Manhattanu jako druhé ze tří dětí v rodině židovského úředníka Arthura Enslera a jeho ženy, původem Indiánky z kmene Čerokíů. O svých rodičích v jednom rozhovoru řekla: "To byly dva holocausty v jedné rodině". Vyrostla v židovské komunitě ve Scaresdale, severně od New Yorku. Roku 1975 absolvovala studia filozofie a literatury na prestižní soukromé škole Middlebury College ve Vermontu. Léta 1975-1978 prožila na drogách a alkoholu. K léčení ji dovedl její manžel Richard McDermott (*1939). Rozvedla se po desetiletém manželství (1978-1988) a po partnerském vztahu k Dylanu McDermottovi (*1964), jeho synovi z prvního manželství, kterého nejprve adoptovala. Ukončila následný vztah ke svému psychoterapeutovi a umělci Arielu Orr Jordanovi. Zdůvodnila, že samota vyhovuje jejímu nomádskému způsobu života: Má sice byty v New Yorku a v Paříži, ale těší ji většinu roku cestovat po světě.
Ve svých životních názorech a zdravotním stavu prošla několika dramatickými zvraty, léčbami a proměnami. Určitý čas vyznávala buddhismus. Je pacifistkou a aktivistkou feminismu. Napsala tři desítky prací, které často přepisuje z divadelní hry do filmového scénáře i do románové verze.

## Dílo (výběr)

### Divadelní hry
- Conviction (1981) - o dvou sestrách, jedna sedí ve vězení
- Lemonade
- Monology vagíny (The Vagina Monologues) (1996) - nejznámější hra, kterou sama nastudovala a zprvu v ní hrála všechny ženské role; roku 2002 byla podle jejího scénáře v USA natočena televizní komedie; do češtiny hru přeložila a nastudovala Dagmar Bláhová se svým Intimním divadlem.
- Floating Rhoda and the Glue Man
- Extraordinary Measures

### Knihy
- The Body of the World (2010) - o svém nádoru a jeho léčení
- The Apology, a Memoir (2019)- o svém dětství a znásilnění otcem; první vydání vyšlo bez uvedení jména autorky pod šifrou "V"

### Filmy (scénáře)
- V-Day. Until the Violence stops (2001) - dokumentární film, natočený volně podle hry Monology vagíny; autorka, Selma Hayeková, Jane Fondová, Isabella Rosselliniová, Rosario Dawsonová, Rosie Perez a další hrají samy sebe.
- What I Want My Words to Do to You: Voices From Inside a Women's Maximum Security Prison (2003)
- The Vagina Monologues (2002)